# Poszycie listewkowe
Poszycie listewkowe (słomkowe) – jeden z rodzajów klasycznego poszycia kadłuba drewnianych statków, stosunkowo nowy i stosowany prawie wyłącznie do poszywania niewielkich jednostek nieużytkowych (jachtów, żaglówek, łodzi wiosłowych itp.). 
Nie jest jasne, kiedy zostało zastosowane po raz pierwszy, być może w Niemczech lub Holandii na początku XX w. (według niektórych słabo udokumentowanych poglądów podobne poszycie stosowano na południu Europy co najmniej od XVIII w.). Jego geneza w XX w. szkutnictwie była związana z deficytem drewna szkutniczego wysokiej jakości lub z innymi trudnościami materiałowymi i wykonawczymi (np. tak zostało zaprojektowane poszycie jednej z najsłynniejszych polskich żaglówek, Omegi (J. Sieradzki, 1942), specjalnie do budowy w warunkach okupacyjnych).
Poszycie listewkowe składa się z listewek z taniego drewna (np. sosny) o grubości poszycia (10–25 mm) i przekroju zbliżonym do kwadratu. Takie listewki mogą być łączone na skos z kilku krótkich (więc tanich) kawałków i wyginane bez użycia pary w dwóch płaszczyznach. Oznacza to, że poszycie kadłuba może się składać z identycznych prefabrykowanych elementów, które nie muszą być specjalnie projektowane i wykonywane dla dopasowania do konkretnego kształtu kadłuba.
Listewki te są doginane do wręgów i zbijane gwoździami ze szkieletem łodzi i ze sobą nawzajem. W nowszych konstrukcjach mogły one być także klejone, co umożliwiało usuwanie gwoździ dla zmniejszenia ciężaru poszycia bez zmniejszenia jego wytrzymałości, jednak w większości szkutni, zwłaszcza w powojennej Polsce, klejenie nie było stosowane. Wynikająca stąd nieszczelność suchego poszycia była traktowana jako zło konieczne. Tradycyjnym rytuałem w polskich klubach żeglarskich do lat 70. XX w. było zatapianie na wiosnę listewkowych kadłubów łodzi w celu ich uszczelnienia (poprzez spęcznienie listewek poszycia). Tak traktowane poszycie ulegało degradacji i korozji szybciej niż w warunkach prawidłowej konserwacji.
W istocie poszycie słomkowe łączyło zalety poszycia stykowego (gładkość i płynność kształtów) i zakładkowego (wytrzymałość, potencjalna szczelność), przy znacznie niższym koszcie i bardziej „przyjaznej” technologii. Jako jedyne też z klasycznych rodzajów poszycia jest stosowane nadal, głównie jako warstwa formująca lub wypełniająca w jednostkowych lub eksperymentalnych konstrukcjach warstwowych.